# Pondokbungur
Pondokbungur is een bestuurslaag in het regentschap Purwakarta van de provincie West-Java, Indonesië. Pondokbungur telt 2783 inwoners (volkstelling 2010).